# Love Song (canção de Big Bang)
"Love Song" é uma canção do grupo sul-coreano Big Bang. Foi lançada em 8 de abril de 2011 pela YG Entertainment, como o single principal de seu álbum Big Bang Special Edition (2011), uma versão reembalada de seu extended play (EP) Tonight, lançado mais cedo em 23 de fevereiro de 2011. A canção que contém influências dos gêneros pop rock e balada, foi escrita por G-Dragon, T.O.P e Teddy Park e produzida por G-Dragon e Teddy. Na Coreia do Sul, a canção atingiu a primeira posição na parada da Gaon após seu lançamento.

## Antecedentes, composição e recepção da crítica
Após o lançamento do EP Tonight em fevereiro de 2011, a YG Entertainment anunciou um álbum de edição especial contendo a canção "Love Song" como sua faixa título. Antecedendo seu lançamento, a partir de 4 de abril de 2011, foram lançadas prévias da canção em formato de vídeo, onde apresentou-se cada um dos membros do Big Bang.
"Love Song" é uma canção pertencente ao gênero pop rock, que combina "um ritmo eletrônico com elementos modernos de rock". Sua sonoridade destacou-se pela similaridade com as canções da banda irlandesa U2 e foi comparada aos primeiros lançamentos da banda britânica Coldplay. "Love Song" se distingue das faixas habituais do Big Bang, que costumam ser "fortemente produzidas com EDM". A canção utiliza-se de uma "sequência de construções e vocais sobrepostos a fim de se criar um tom edificante, apesar da letra depressiva". Liricamente, "Love Song" expressa a nostalgia e a agonia de se ter uma pessoa amada que deixou este mundo. A canção, foi notada ainda, por sua estrutura que alterna variações de tensão e relaxamento em uma melodia "onírica".
"Love Song" recebeu críticas positivas, a Billboard nomeou-a como a sexta melhor canção do Big Bang, descrevendo que "a faixa apresenta excelentes desempenhos vocais do quinteto, enquanto suas vozes juntas se misturam, em direção a construção do encerramento da canção.

## Vídeo musical
O vídeo musical de "Love Song" foi filmado na província de Jeollabuk-do, Coreia do Sul, por Han Sa-min. Seu custo de produção foi de ₩ 200 milhões de wones, devido a tecnologia utilizada para a sua gravação. As filmagens do vídeo musical que foram realizadas em preto e branco e utilizando câmera lenta, contaram com uma câmera especial contendo um fio de quatro pontos, a fim de tornar as imagens mais realistas. Este tipo de tecnologia é comumente utilizada em gravações de filmes em Hollywood e em transmissões esportivas. Seu lançamento ocorreu em 14 de abril de 2011, obtendo dois milhões de visualizações na plataforma de vídeos YouTube em apenas dois dias. Mais tarde, o Stereogum listou-o como um dos melhores vídeos de K-pop, notando seu estilo de filmagem e suas cenas onde os membros do Big Bang, se movimentam em um local ocupado por destroços.

## Desempenho nas paradas musicais
"Love Song" estreou na Coreia do Sul, na posição de número nove na Gaon Digital Chart. Na semana seguinte, alcançou o pico de número um na Download Chart e Streaming Chart vendendo 413,645 mil cópias. Em sua terceira semana, atingiu a primeira colocação na Streaming Chart. Nos Estados Unidos, posicionou-se em número dois na Billboard World Digital Songs durante duas semanas consecutivas. "Love Song" foi a canção do Big Bang melhor posicionada na supracitada parada, até o lançamento de "Loser" em 2015.

### Posições
| Paradas (2011)                                 | Melhor posição |
| ---------------------------------------------- | -------------- |
| Coreia do Sul (Gaon Weekly Digital Chart)      | 1              |
| Coreia do Sul (Gaon Monthly Digital Chart)     | 1              |
| Coreia do Sul (Gaon Yearly Digital Chart)      | 27             |
| Coreia do Sul (Gaon Weekly Download Chart)     | 1              |
| Coreia do Sul (Gaon Weekly Streaming Chart)    | 1              |
| Estados Unidos (Billboard World Digital Songs) | 2              |

### Vendas
| País          | Parada                     | Vendas    |
| ------------- | -------------------------- | --------- |
| Coreia do Sul | Gaon Download Chart (2012) | 2,020,810 |

## Prêmios
| Ano  | Premiação               | Categoria             | Resultado | Ref.   |
| ---- | ----------------------- | --------------------- | --------- | ------ |
| 2011 | Mnet Asian Music Awards | Melhor Vídeo Musical  | Venceu    | [ 20 ] |
| 2012 | Gaon Chart Awards       | Canção do Mês (Abril) | Venceu    | [ 21 ] |

### Vitórias em programas de música
| Data                | Programa     | Emissora |
| ------------------- | ------------ | -------- |
| 17 de abril de 2011 | Inkigayo     | SBS      |
| 24 de abril de 2011 | Inkigayo     | SBS      |
| 1 de maio de 2011   | Inkigayo     | SBS      |
| 28 de abril de 2011 | M! Countdown | Mnet     |
| 22 de abril de 2011 | Music Bank   | KBS      |